# Middle Arm
Middle Arm es un pueblo canadiense situado en la provincia de Terranova y Labrador.

## Superficie
Middle Arm tiene una superficie de 24,93 km².

## Demografía
En 2021, tenía 443 habitantes, una densidad poblacional de 17,8 hab./km², y 192 viviendas.